# 南召站
南召站是位于中华人民共和国河南省南阳市南召县云阳镇的一个铁路车站，建于1970年，有焦柳铁路经过该站，现办理客运货运业务。车站距离月山站312公里，隶属郑州局集团，是三等站，本站及相邻上下行区间均为电气化区段。

## 歷史
- 建于1970年。

## 車站周邊
- 云阳汽车站
- 中国银行云阳支行
- 南召店村卫生所
- 南阳村镇银行云阳支行
- 家乐福生活广场店
- 南召县贝克商务酒店
- 中国邮政云阳中心邮政所
- 鹿鸣山
- 农村商业银行小关储蓄所
- 南召县第二高级中学
- 云阳镇政府
- 河南省蚕业科学研究院

## 外部連結
- 中国铁路客户服务中心（页面存档备份，存于）